# Raionul Talsi
Talsi este un raion în Letonia.